# Kei Sugimoto
Kei Sugimoto (japanisch 杉本 圭 Sugimoto Kei; * 4. Juni 1982 in der Präfektur Kanagawa) ist ein ehemaliger japanischer Fußballspieler.

## Karriere
Sugimoto erlernte das Fußballspielen in der Jugendmannschaft von Shonan Bellmare. Seinen ersten Vertrag unterschrieb er 2000 bei den Shonan Bellmare. Der Verein spielte in der zweithöchsten Liga des Landes, der J2 League. Für den Verein absolvierte er 16 Spiele. Ende 2003 beendete er seine Karriere als Fußballspieler.